# (2949) Kaverznev
(2949) Kaverznev es un asteroide perteneciente al cinturón de asteroides, descubierto el 9 de agosto de 1970 por el equipo del Observatorio Astrofísico de Crimea desde el Observatorio Astrofísico de Crimea (República de Crimea).

## Designación y nombre
Designado provisionalmente como 1970 PR. Fue nombrado Kaverznev en honor al periodista soviético Aleksandr Aleksandrovich Kaverznev.